# Fordsville
Fordsville – miasto w Stanach Zjednoczonych, w stanie Kentucky, w hrabstwie Ohio.